# Lista chorążych reprezentacji Luksemburga na igrzyskach olimpijskich
Lista chorążych reprezentacji Luksemburga na igrzyskach olimpijskich – lista zawodników i zawodniczek reprezentacji Luksemburga, którzy podczas ceremonii otwarcia nowożytnych igrzysk olimpijskich nieśli flagę Luksemburga.

## Chronologiczna lista chorążych
| Lp. | Rok i miejsce           | Chorąży                  | Dyscyplina             |
| --- | ----------------------- | ------------------------ | ---------------------- |
| 1   | 1896, Ateny             | DNS                      | –                      |
| 2   | 1900, Paryż             | DNS                      | –                      |
| 3   | 1904, Saint Louis       | DNS                      | –                      |
| 4   | 1908, Londyn            | DNS                      | –                      |
| 5   | 1912, Sztokholm         | Jean-Pierre Thommes      | Gimnastyka sportowa    |
| 6   | 1920, Antwerpia         | Alex Servais             | Rzut oszczepem         |
| 7   | 1924, Charnonix         | DNS                      | –                      |
| 8   | 1924, Paryż             | Paul Hammer              |                        |
| 9   | 1928, Sankt Moritz      | Willy Heldenstein        |                        |
| 10  | 1928, Amsterdam         | Georges Schmit           | Lekkoatletyka          |
| 11  | 1932, Lake Placid       | DNS                      | -                      |
| 12  | 1932, Los Angeles       |                          |                        |
| 13  | 1936, Innsbruck         |                          |                        |
| 14  | 1936, Berlin            | Jean Wagner              |                        |
| 15  | 1948, Sankt Moritz      | DNS                      | -                      |
| 16  | 1948, Londyn            | Vic Feller               | Piłka nożna            |
| 17  | 1952, Oslo              | DNS                      | -                      |
| 18  | 1952, Helsinki          | Camille Wagner           | Piłka nożna            |
| 19  | 1956, Cortina d'Ampezzo | DNS                      | -                      |
| 20  | 1956, Melbourne         | René Kohn                | pływanie               |
| 21  | 1960, Squaw Valley      | DNS                      | -                      |
| 22  | 1960, Rzym              |                          |                        |
| 23  | 1964, Innsbruck         | DNS                      | -                      |
| 24  | 1964, Tokio             | Josy Stoffel             | Gimnastyka artystyczna |
| 25  | 1968, Grenoble          | DNS                      | -                      |
| 26  | 1968, Meksyk            | Charles Sowa             | Lekkoatletyka          |
| 27  | 1972, Sapporo           | DNS                      | -                      |
| 28  | 1972, Monachium         | Charles Sowa             | Lekkoatletyka          |
| 29  | 1976, Innsbruck         | DNS                      | -                      |
| 30  | 1976, Montreal          | Robert Schiel            | Szermierka             |
| 31  | 1980, Lake Placid       | DNS                      | -                      |
| 32  | 1980, Moskwa            |                          |                        |
| 33  | 1984, Sarajewo          | DNS                      | -                      |
| 34  | 1984, Los Angeles       | Jeannette Goergen-Philip | Łucznictwo             |
| 35  | 1988, Calgary           | Armand Wagener           |                        |
| 36  | 1988, Seul              | Roland Jacoby            |                        |
| 37  | 1992, Albertville       |                          |                        |
| 38  | 1992, Barcelona         | Yves Clausse             | pływanie               |
| 39  | 1994, Lillehammer       | Georges Diderich         |                        |
| 40  | 1996, Atlanta           | Anne Kremer              | Tenis                  |
| 41  | 1998, Nagano            | Patrick Schmit           | Łyżwiarstwo figurowe   |
| 42  | 2000, Sydney            | Lara Heinz               | pływanie               |
| 43  | 2002, Salt Lake City    | DNS                      | -                      |
| 44  | 2004, Ateny             | Claudine Schaul          | Tenis                  |
| 45  | 2006, Turyn             | Fleur Maxwell            | Łyżwiarstwo figurowe   |
| 46  | 2008, Pekin             | Raphaël Stacchiotti      | pływanie               |
| 47  | 2010, Vancouver         | DNS                      | -                      |
| 48  | 2012, Londyn            | Marie Muller             | Judo                   |
| 49  | 2014, Soczi             | Kari Peters              | Biegi narciarskie      |
| 50  | 2016, Rio               | Gilles Müller            | Tenis                  |
| 51  | 2018, Pjongczang        | Matthieu Osch            | Narciarstwo alpejskie  |
| 52  | 2020, Tokio             | Christine Majerus        | Kolarstwo              |
| 52  | 2020, Tokio             | Raphaël Stacchiotti      | Pływanie               |